# Vetenskapsåret 1894

## Händelser
- Argon upptäcks av Lord Rayleigh och William Ramsay.
- Patrick Manson utvecklar tesen att malaria sprids av myggor.

## Pristagare
- Copleymedaljen: Edward Frankland
- Darwinmedaljen: Thomas Henry Huxley
- Davymedaljen: Per Teodor Cleve
- Lyellmedaljen: John Milne
- Wollastonmedaljen: Karl von Zittel [1]

## Födda
- 11 februari - Isaac Kolthooff, kemist.
- 19 november - Heinz Hopf (död 1971), matematiker.

## Avlidna
- 14 februari - Eugène Charles Catalan (född 1814), belgisk matematiker.
- 26 november - Pafnutij Tjebysjov (född 1821), rysk matematiker.
- 8 september - Hermann von Helmholtz (född 1821), tysk fysiker.

### Fotnoter
1. ↑  ”Geological Society”. Arkiverad från originalet den 5 juni 2011. https://web.archive.org/web/20110605102217/http://www.geolsoc.org.uk/gsl/society/history/page750.html. Läst 13 april 2011.